# Damià Abella
Damià Abella Pérez (Figueras, Gerona, 15 de abril de 1982) es un exfutbolista español.

## Trayectoria
Comienza su carrera futbolística la temporada 2003-04 en la Unió Esportiva Figueres de 2.ªB, marcando 3 goles en 19 partidos. El FC Barcelona se fija en él y le ficha para el equipo filial, dirigido por Pere Gratacós para la temporada 2004-05.
Esa temporada, el F. C. Barcelona sufre numerosas bajas, y varios jugadores tuvieron la posibilidad de entrar en las convocatorios y debutar; entre ellos Lionel Messi, Joan Verdú, Javito, Rodri (Sergio Rodríguez Gracía), Rubén Martínez y el propio Damià. 
Fue el jugador que más participación tuvo de todos ellos.
Debuta en partido oficial con el primer equipo el 27 de octubre de 2004, de la mano de Frank Rijkaard en la derrota por 1-0 contra la UDA Gramanet, substituyendo a Fernando Navarro en la prórroga.
Unos días más tarde juega su primer partido en la Liga BBVA el 31 de octubre, de titular, en el antiguo San Mamés. Participó activamente en el empate del conjunto blaugrana asistiendo a Samuel Eto'o; el partido terminó en empate a uno.
Durante esa temporada, alterno convocatorias y partidos entre el primer equipo y el filial. Juega un total de 30 partidos, de los cuales 9 en Primera División (5 de titular).
Ese año, el Barcelona se proclama Campeón de Liga, y Damià verano firma su primer contrato profesional que lo vincula al F. C. Barcelona por tres temporadas.
En la temporada 2005-06, no tuvo ocasión de jugar ningún partido. Los primeros meses de competición estuvo de baja por unas molestias en la cadera que derivaron en una grave lesión, de la que se tuvo que operar el siguiente verano.
Pese a todo, puede competir y firma una cesión de año y medio con el Racing de Santander, en enero de 2006.
Debuta con el Racing en el Sadar ante Osasuna, entrando a los pocos minutos sustituyendo al lesionado Casquero. 
El equipo entonces era dirigido por el fallecido Manuel Preciado.
Marca su primer gol en primera en el minuto 82 en la victoria ante el RCD Español por 2-0 (18 de marzo de 2006).
Completa una gran segunda vuelta con el Racing de Santander, y atrae el interés de varios equipos de la Liga. 
Al terminar la temporada se somete a una intervención quirugica en la cadera derecha, y en proceso de recuperación aún, es traspasado al Real Betis Balompié por 1 millón de euros, donde firma un contrato de 5 temporadas. Pese a que la cesión al Racing de Santander fue por 1 año y medio, el FC Barcelona lo recuperó en junio de 2006 para vendérselo posteriormente al Real Betis. El Racing recibió una compensación de 300.000 euros por la pérdida de los derechos federativos.
La recuperación de esa operación se complica y debe someterse de nuevo a una nueva intervención en la prestigiosa Clínica estadounidense Steadman Hawkins. La primera temporada con el equipo verdiblanco se convierte en un calvario y se queda sin poder participar. 
A la temporada siguiente 2007-08, vuelve a sentirse futbolista, con Héctor Cuper en el banquillo andaluz.
Tras cuatro temporadas en el Real Betis Balompié, llega como jugador libre a Osasuna, club al que defiende durante cuatro temporadas llegando a ser uno de los capitanes en su última campaña.
En el FC Barcelona jugó de lateral derecho, en el Racing de Santander lo hacía habitualmente de interior derecho, posición que tenía en el FC Barcelona B. En el Real Betis Balompié alternó las posociones de lateral derrcho e interior; en Osasuna desarrolló la mayor parte de su estancia como lateral izquierdo.
Finamente, el 9 de agosto de 2014 se hizo oficial su marcha del club navarro tras cuatro años en Pamplona y su incorporación al Middlesbrough Football Club inglés, entrenado por Aitor Karanka. 
Jugó 8 partidos consecutivos como titular hasta que en el partido de liga contra el Cardiff FC cae lesionado el minuto 65 por rotura del ligamento cruzado anterior y menisco interno de la rodilla izquierda.
A consecuencia de la lesión y tras cuatro operaciones de rodilla durante las dos temporadas en el Middlesbrough Football Club, abandona el fútbol en activo en junio de 2016.

## Palmarés
- Liga de Primera División (FC Barcelona)- 2004/2005
- Supercopa de España (FC Barcelona) - 2005

## Clubes
| Club                    | Temporada               | P / G   |
| ----------------------- | ----------------------- | ------- |
| Ferran Martorell        | 2000/01                 |         |
| UE Caprabo              | 2001/02                 |         |
| Perelada                | 2002/03                 |         |
| Valencia C              | 2002/03                 |         |
| Unió Esportiva Figueres | 2003/04                 | 19 / 3  |
| FC Barcelona B          | 2004/05                 | 21 / 0  |
| FC Barcelona            | 2004/05 - enero de 2006 | 10 / 0  |
| Racing de Santander     | 2005/06                 | 18 / 3  |
| Real Betis              | 2006/07 - 2009/10       | 88 / 3  |
| Osasuna                 | 2010/11 - 2013/14       | 128 / 0 |
| Middlesbrough           | 2014/15 - 2016/17       | 8 / 0   |